# Gary Armstrong (Leichtathlet)
Gary Armstrong (* 9. April 1952) ist ein ehemaliger britischer Sprinter, der sich auf den 400-Meter-Lauf spezialisiert hatte.
1972 qualifizierte er sich als Zweiter bei den Englischen Meisterschaften mit seiner persönlichen Bestzeit von 46,16 s für die Olympischen Spiele in München, bei denen er das Viertelfinale erreichte.